# Джон Кабот
Джон Кабот (на английски: John Cabot) или Джовани Кабото (на италиански: Giovanni Caboto) е италиански мореплавател и изследовател, чиято експедиция до Северна Америка през 1497 г. е може би първото европейско акостиране на материка след това на викинга Лейф Ериксон. Официалната позиция на канадското и британското правителство обаче е, че Кабот е акостирал на остров Нюфаундленд – т.е. не на материка.

## Ранни години (1450 – 1487)
Роден е на 23 май 1450 година вероятно в Генуа, Италия. Когато е 11-годишен, семейството му се премества във Венеция. През 1470 е приет в религиозното братство на Св. Йоан Богослов, едно от големите братства във Венеция, което означава, че по онова време е бил уважаван член на общността. През 1476 г. става пълноправен венециански гражданин.
През 1483 е споменато в документ, че Кабот продал роб в Крит, който бил придобил във владенията на султана на Египет, които по онова време включват Сирия, Палестина и Ливан. Кабот е споменат във венецианските документи под името Зуан Кабото. По-късно, в английския двор, Кабот твърди, че е посещавал Мека.
През 1484 г. се оженва за Матеа и има трима сина – Лудовико, Себастиан и Санкто.

## Във Валенсия и Севиля (1488 – 1496)
На 5 ноември 1488 г. Кабот напуска Венеция като неплатежоспособен длъжник и се премества във Валенсия, където кредиторите му се опитват да го арестуват като изпращат писмо до местните власти. Във Валенсия той прави предложения за подобрения на пристанището, но те са отхвърлени. През 1494 г. се премества в Севиля, където в продължение на пет месеца работи на строежа на каменен мост над река Гуадалкивир. С решение на градския съвет от 24 декември 1494 проекта е изоставен. Кабот търси подкрепа за мореплаване на запад в Севиля и Лисабон, преди в крайна сметка да се отправи към Англия.

## В Англия (1496 – 1497)
На 5 март 1496 г. английският крал Хенри VII дава на Кабот писмен лиценз, упълномощаващ го да плава и да прави открития под английски флаг с пет кораба. Кабот отива в Бристъл да се подготви за плаването си. Бристъл тогава е второто най-голямо английско пристанище и след 1480 от него са изпратени няколко експедиции в търсене на остров Бразил, разположен според келтските легенди някъде в Атлантическия океан.

## Експедиционна дейност (1497 – 1498)

### Първа експедиция (1497)
През 1496 г. Кабот отплава от Бристъл с един кораб, но е принуден да се върне поради спорове с екипажа. При второто си отплаване Кабот използва кораба „Матю“ с 18-членен екипаж. Той отплава на 2 или 20 май 1497 г. На 24 или 25 юни 1497 експедицията акостира някъде на американския бряг – вероятно на остров Нюфаундленд или остров Кейп Бретон, но са възможни и Лабрадор, Нова Скотия и Мейн. Екипажът слиза за кратко на брега, но не установява връзка с тамошните индианци. По време на обратното плаване Кабот установява наличието на огромни рибни пасажи от селда и треска, по този начин откривайки Голямата Нюфаундлендска банка – и понастоящем един от най-богатите в света риболовни райони. На връщане достига до Бретан, вместо до Англия и се връща в Бристъл на 6 август.

### Втора експедиция (1498)
Според Голямата лондонска хроника Кабот отплава отново на запад в началото на май 1498 г. с флота от пет кораба. Испанският пратеник в Лондон докладва, че единият кораб бил настигнат от буря до брега на Ирландия, но другите продължили плаването. Предполага се, че флотата на Кабот е изгубена, тъй като за съдбата ѝ няма повече информация. Историчката Алуин Ръдок (1916 – 2005) обаче твърди, че е открила доказателства, че флотата на Кабот се завърнала в Англия след епично двугодишно плаване по източния бряг на Северна Америка, достигайки до испанските карибски владения.